# Lembosia humboldtiigena
Lembosia humboldtiigena är en svampart som beskrevs av Hosag., Sabeena & Jac. Thomas 2008. Lembosia humboldtiigena ingår i släktet Lembosia och familjen Asterinaceae.   Inga underarter finns listade i Catalogue of Life.